# Oligodon signatus
Oligodon signatus är en ormart som beskrevs av Günther 1864. Oligodon signatus ingår i släktet Oligodon och familjen snokar. Inga underarter finns listade i Catalogue of Life.
Denna orm förekommer på södra Malackahalvön, Borneo och Sumatra. Arten lever i låglandet och i kulliga områden. Habitatet utgörs av skogar och trädgårdar. Honor lägger ägg.
För beståndet är inga hot kända. IUCN kategoriserar arten globalt som livskraftig.